# Porcelaine
De  porcelaine  is een van oorsprong in Frankrijk gefokt hondenras. Dit ras is geschikt voor de jacht in de meute.

## Uiterlijk
De porcelaine is een middelgrote hond met een zachte, dunne en glanzende vacht. De grondkleur van de vacht is wit met soms een aantal lichtoranje vlekjes maar niet te veel en zeker niet te groot. Een volwassen reu wordt ongeveer 55 tot 58 centimeter hoog, een teef iets kleiner, van 53 tot 56 centimeter. Het gewicht ligt tussen de 25 en 28 kilogram